# Liste der Kulturdenkmale in Barleber See
In der Liste der Kulturdenkmale in Barleber See sind alle Kulturdenkmale des zur Stadt Magdeburg gehörenden Stadtteils Barleber See aufgelistet. Grundlage ist das Denkmalverzeichnis des Landes Sachsen-Anhalt, das auf Basis des Denkmalschutzgesetzes vom 21. Oktober 1991 erstellt und seither laufend ergänzt wurde (Stand: 25. Februar 2015). 

## Kulturdenkmale
| Lage | Bezeichnung     | Beschreibung | Erfassungs- nummer | Ausweisungsart | Bild           |
| --- | --------------- | --- | ------------------ | -------------- | -------------- |
| Schiffshebewerk 1, 2a–b, 3, 4, 5a–b, 6a–b, 7a–b, 8a–b, 9a–b, 10a–b, 11a–b, 12a–b, 13a–b, 14a–b, 15a–b (Karte) | Siedlung        | Die Siedlung wurde zusammen mit dem Schiffshebewerk erbaut. Baubeginn war das Jahr 1927, im Jahre 1938 wurde die Siedlung erweitert. Hier wohnten die Beschäftigten des Schiffhebewerkes. Die Häuser befinden sich südlich des Mittellandkanales und der Schleuse zur Elbe hin. Es sind eingeschossige Putzbauten mit einem Satteldach im Heimatstil. Das Beamtenwohnhaus (Nummer 5a–b) ist ein zweigeschossiges Gebäude mit einem Walmdach. Bei der Erweiterung der Siedlung im Jahre 1938 wurden zweigeschossige Häuser erbaut. | 094 70887          | Baudenkmal     | Siedlung       |
| Schiffshebewerk (Karte)                                                                                       | Schiffshebewerk | Das Schiffshebewerk wurde 1938 fertiggestellt. Ziel des Bauwerkes war die durchgängige Verbindung der rheinischen und der märkischen Gewässer. Das Hebewerk ist für Schiffe bis 1000 Tonnen ausgelegt. Der Stahltrog hat eine Länge von 85 Meter, eine Breite von 12 Meter und eine Tiefe von 2,5 Meter. Das Gewicht beträgt 5400 Tonnen. Angetrieben wird der Trog von acht Motoren mit 44 Kilowatt. Zum Hebewerk gehören Nebengebäude und weitere Hilfseinrichtungen.                                                           | 094 71006          | Baudenkmal     | Weitere Bilder |
| Schiffshebewerk (Karte)                                                                                       | Gaststätte      | Zu der Siedlung gehört eine Gaststätte. Es ist ein eingeschossiger, traufständiger Putzbau mit steilen Satteldach im Heimatstil. Die Straßenfront hat neun Achsen, außen befinden sich zwei Sprossenfenster, gefolgt von je einem Eingang mit einer Freitreppe. Zwischen den beiden Eingängen befinden sich drei hoche Sprossenfenster, diese liegen in der Anlage niederieger als die anderen Fenster. Erbaut wurde das Gebäude bei der zweiten Erweiterung der Siedlung im Jahre 1938.                                          | 094 76867          | Baudenkmal     | Gaststätte     |

## Legende
In den Spalten befinden sich folgende Informationen:
- Lage: Nennt den Straßennamen und wenn vorhanden die Hausnummer des Kulturdenkmals. Die Grundsortierung der Liste erfolgt nach dieser Adresse. Der Link „Karte“ führt zu verschiedenen Kartendarstellungen und nennt die geographischen Koordinaten.
Link zu einem Kartenansichtstool, um Koordinaten zu setzen. In der Kartenansicht sind Baudenkmale ohne Koordinaten mit einem roten bzw. orangen Marker dargestellt und können in der Karte gesetzt werden. Baudenkmale ohne Bild sind mit einem blauen bzw. roten Marker gekennzeichnet, Baudenkmale mit Bild mit einem grünen bzw. orangen Marker.
- Offizielle Bezeichnung: Nennt den Namen, die Bezeichnung oder zumindest die Art des Kulturdenkmals und verlinkt, soweit vorhanden, auf den Artikel zum Objekt.
- Beschreibung: Nennt bauliche und geschichtliche Einzelheiten des Kulturdenkmals, vorzugsweise die Denkmaleigenschaften.
- Erfassungsnummer: Für jedes Kulturdenkmal wird in Sachsen-Anhalt eine 20stellige Erfassungsnummer vergeben. Die letzten zwölf Ziffern werden für die Untergliederung nach Teilobjekten genutzt und werden nur angegeben, soweit vergeben. In dieser Spalte kann sich folgendes Icon  befinden, dies führt zu Angaben zu diesem Baudenkmal bei Wikidata.
- Ausweisungsart: Die Einordnung des Denkmales nach § 2 Abs. 2 DenkmSchG LSA
- Bild: Ein Bild des Denkmales, und gegebenenfalls einen Link zu weiteren Fotos des Kulturdenkmals im Medienarchiv Wikimedia Commons. Wenn man auf das Kamerasymbol klickt, können Fotos zu Kulturdenkmalen aus dieser Liste hochgeladen werden: